# 厄氏絢鯰
厄氏絢鯰，為輻鰭魚綱鯰形目鯰科的其中一種，為熱帶淡水魚，分布於亞洲湄公河及湄南河流域，體長可達18.1公分，棲息在底層水域，生活習性不明，以魚類及甲殼類為食。

## 扩展阅读
維基物種上的相關：厄氏絢鯰